# Gustav Wölfel
Gustav Wölfel (* 13. November 1899 in Untermerzbach; † 15. Mai 1980 ebenda) war ein deutscher Politiker (CSU).
Wölfel besuchte die Volks- und Fortbildungsschule und war von Jugend auf im elterlichen landwirtschaftlichen Betrieb tätig. Nachdem er Soldat im Ersten Weltkrieg war, übernahm er den elterlichen landwirtschaftlichen Betrieb und gründete ein Holzhandelsgeschäft. Er war Unteroffizier im Zweiten Weltkrieg, Mitglied der Kirchenverwaltung und in verschiedenen Verbänden tätig.
Wölfel war zur Zeit der Weimarer Republik Mitglied der BVP. Er wurde 1933 wegen Bekämpfung des Nationalsozialismus aus dem Gemeinderat ausgeschlossen. 1945 war er Gründungsmitglied der CSU und ab 1948 deren Kreisverbandsvorsitzender im Landkreis Ebern. 1949 wurde er Kreistags- und Gemeinderatsmitglied sowie Vorstand der Volksbank Untermerzbach. Am 28. Juni 1949 rückte er für den verstorbenen Eustach Bühner in den Bayerischen Landtag nach, danach wurde er im Stimmkreis Ebern, Hofheim, Königshofen im Grabfeld, Mellrichstadt direkt gewählt und war noch bis 1970 Mitglied des Bayerischen Landtags.

## Auszeichnungen
- 1962: Bayerischer Verdienstorden